# Lista de episódios de Game of Thrones
A seguir se apresenta a lista de episódios de Game of Thrones, uma série de televisão na qual apresenta o continente fictício de Westeros e Essos, mostrando as violentas lutas pelo poder entre as famílias nobres para obter o controle do Trono de Ferro dos Sete Reinos. Game of Thrones é uma série de fantasia e drama em série transmitida no canal de televisão HBO nos Estados Unidos. Desenvolvida por David Benioff e D. B. Weiss, Game of Thrones é baseada nos livros A Song of Ice and Fire, de George R. R. Martin. O elenco principal da série é constituído por diversos atores. Eles são: Peter Dinklage, Nikolaj Coster-Waldau, Lena Headey, Emilia Clarke, Kit Harington, Iain Glen, Sophie Turner, Maisie Williams, Alfie Allen, Isaac Hempstead Wright, Rory McCann, Conleth Hill, John Bradley e Jerome Flynn, que respectivamente interpretam Tyrion Lannister, Jaime Lannister, Cersei Lannister, Daenerys Targaryen, Jon Snow, Jorah Mormont, Sansa Stark, Arya Stark, Theon Greyjoy, Bran Stark, Sandor "Cão de Caça" Clegane, Varys, Samwell Tarly e Bronn.
O primeiro episódio, "Winter Is Coming", foi emitido na noite de 17 de abril de 2011 e foi assistido por 2.22 milhões de telespectadores, um número ótimo para uma estreia de série. Os episódios seguintes também não decepcionaram a nível de audiência, o que garantiu a série uma renovação para uma segunda temporada. Um dos fatores que deram um ótimo reconhecimento para a série foi a ampla aclamação pela crítica especialista, uma vez que recebeu uma avaliação de 80/100 do site agregador de arte Metacritic.

## Resumo
| Temporada | Temporada | Episódios | Episódios | Originalmente exibido | Originalmente exibido |
| Temporada | Temporada | Episódios | Episódios | Estreia da temporada  | Final da temporada    |
| --------- | --------- | --------- | --------- | --------------------- | --------------------- |
|           | 1         | 10        | 10        | 17 de abril de 2011   | 19 de junho de 2011   |
|           | 2         | 10        | 10        | 1 de abril de 2012    | 3 de junho de 2012    |
|           | 3         | 10        | 10        | 31 de março de 2013   | 9 de junho de 2013    |
|           | 4         | 10        | 10        | 6 de abril de 2014    | 15 de junho de 2014   |
|           | 5         | 10        | 10        | 12 de abril de 2015   | 14 de junho de 2015   |
|           | 6         | 10        | 10        | 24 de abril de 2016   | 26 de junho de 2016   |
|           | 7         | 7         | 7         | 16 de julho de 2017   | 27 de agosto de 2017  |
|           | 8         | 6         | 6         | 14 de abril de 2019   | 19 de maio de 2019    |

## Episódios

### 1ª temporada (2011)
| N.º na série | N.º na temp. | Título                                                                                  | Dirigido por   | Escrito por                                                                                          | Exibição original   | Audiência (milhões) |
| ------------ | ------------ | --------------------------------------------------------------------------------------- | -------------- | --- | ------------------- | ------------------- |
| 1            | 1            | "Winter Is Coming" "(O Inverno Está Chegando)" (BR)                                     | Tim Van Patten | David Benioff & D. B. Weiss                                                                          | 17 de abril de 2011 | 2.22                |
| 2            | 2            | "The Kingsroad" "(A Estrada do Rei)" (BR)                                               | Tim Van Patten | David Benioff & D. B. Weiss                                                                          | 24 de abril de 2011 | 2.20                |
| 3            | 3            | "Lord Snow" "(Lorde Snow)" (BR)                                                         | Brian Kirk     | David Benioff & D. B. Weiss                                                                          | 1 de maio de 2011   | 2.44                |
| 4            | 4            | "Cripples, Bastards, and Broken Things" "(Aleijados, Bastardos e Coisas Partidas)" (BR) | Brian Kirk     | Bryan Cogman                                                                                         | 8 de maio de 2011   | 2.45                |
| 5            | 5            | "The Wolf and the Lion" "(O Lobo e o Leão)" (BR)                                        | Brian Kirk     | David Benioff & D. B. Weiss                                                                          | 15 de maio de 2011  | 2.58                |
| 6            | 6            | "A Golden Crown" "(Uma Coroa Dourada)" (BR)                                             | Daniel Minahan | História por : David Benioff & D. B. Weiss Roteiro por : Jane Espenson e David Benioff & D. B. Weiss | 22 de maio de 2011  | 2.44                |
| 7            | 7            | "You Win or You Die" "(Ganhar ou Morrer)" (BR)                                          | Daniel Minahan | David Benioff & D. B. Weiss                                                                          | 29 de maio de 2011  | 2.40                |
| 8            | 8            | "The Pointy End" "(A Ponta Afiada)" (BR)                                                | Daniel Minahan | George R. R. Martin                                                                                  | 5 de junho de 2011  | 2.72                |
| 9            | 9            | "Baelor" "(Baelor)" (BR)                                                                | Alan Taylor    | David Benioff & D. B. Weiss                                                                          | 12 de junho de 2011 | 2.66                |
| 10           | 10           | "Fire and Blood" "(Fogo e Sangue)" (BR)                                                 | Alan Taylor    | David Benioff & D. B. Weiss                                                                          | 19 de junho de 2011 | 3.04                |

### 2ª temporada (2012)
| N.º na série | N.º na temp. | Título                                                                 | Dirigido por   | Escrito por                 | Exibição original   | Audiência (milhões) |
| ------------ | ------------ | ---------------------------------------------------------------------- | -------------- | --------------------------- | ------------------- | ------------------- |
| 11           | 1            | "The North Remembers" "(O Norte Se Lembra)" (BR)                       | Alan Taylor    | David Benioff & D. B. Weiss | 1 de abril de 2012  | 3.86                |
| 12           | 2            | "The Night Lands" "(As Terras Noturnas)" (BR)                          | Alan Taylor    | David Benioff & D. B. Weiss | 8 de abril de 2012  | 3.76                |
| 13           | 3            | "What Is Dead May Never Die" "(O Que Está Morto Não Pode Morrer)" (BR) | Alik Sakharov  | Bryan Cogman                | 15 de abril de 2012 | 3.77                |
| 14           | 4            | "Garden of Bones" "(O Jardim dos Ossos)" (BR)                          | David Petrarca | Vanessa Taylor              | 22 de abril de 2012 | 3.65                |
| 15           | 5            | "The Ghost of Harrenhal" "(O Fantasma de Harrenhal)" (BR)              | David Petrarca | David Benioff & D. B. Weiss | 29 de abril de 2012 | 3.90                |
| 16           | 6            | "The Old Gods and the New" "(Os Deuses Antigos e os Novos)" (BR)       | David Nutter   | Vanessa Taylor              | 6 de maio de 2012   | 3.88                |
| 17           | 7            | "A Man Without Honor" "(Um Homem Sem Honra)" (BR)                      | David Nutter   | David Benioff & D. B. Weiss | 13 de maio de 2012  | 3.69                |
| 18           | 8            | "The Prince of Winterfell" "(O Príncipe de Winterfell)" (BR)           | Alan Taylor    | David Benioff & D. B. Weiss | 20 de maio de 2012  | 3.86                |
| 19           | 9            | "Blackwater" "(Água Negra)" (BR)                                       | Neil Marshall  | George R. R. Martin         | 27 de maio de 2012  | 3.38                |
| 20           | 10           | "Valar Morghulis" "(Valar Morghulis)" (BR)                             | Alan Taylor    | David Benioff & D. B. Weiss | 3 de junho de 2012  | 4.20                |

### 3ª temporada (2013)
| N.º na série | N.º na temp. | Título                                                              | Dirigido por      | Escrito por                 | Exibição original   | Audiência (milhões) |
| ------------ | ------------ | ------------------------------------------------------------------- | ----------------- | --------------------------- | ------------------- | ------------------- |
| 21           | 1            | "Valar Dohaeris" "(Valar Dohaeris)" (BR)                            | Daniel Minahan    | David Benioff & D. B. Weiss | 31 de março de 2013 | 4.37                |
| 22           | 2            | "Dark Wings, Dark Words" "(Asas Negras, Palavras Negras)" (BR)      | Daniel Minahan    | Vanessa Taylor              | 7 de abril de 2013  | 4.27                |
| 23           | 3            | "Walk of Punishment" "(A Caminhada da Punição)" (BR)                | David Benioff     | David Benioff & D. B. Weiss | 14 de março de 2013 | 4.72                |
| 24           | 4            | "And Now His Watch Is Ended" "(E Agora Sua Patrulha Terminou)" (BR) | Alex Graves       | David Benioff & D. B. Weiss | 21 de março de 2013 | 4.87                |
| 25           | 5            | "Kissed by Fire" "(Beijado Pelo Fogo)" (BR)                         | Alex Graves       | Bryan Cogman                | 28 de março de 2013 | 5.35                |
| 26           | 6            | "The Climb" "(A Escalada)" (BR)                                     | Alik Sakharov     | David Benioff & D. B. Weiss | 5 de maio de 2013   | 5.50                |
| 27           | 7            | "The Bear and the Maiden Fair" "(O Urso e a Bela Donzela)" (BR)     | Michelle MacLaren | George R. R. Martin         | 12 de maio de 2013  | 4.84                |
| 28           | 8            | "Second Sons" "(Segundos Filhos)" (BR)                              | Michelle MacLaren | David Benioff & D. B. Weiss | 19 de maio de 2013  | 5.13                |
| 29           | 9            | "The Rains of Castamere" "(As Chuvas de Castamere)" (BR)            | David Nutter      | David Benioff & D. B. Weiss | 2 de junho de 2013  | 5.22                |
| 30           | 10           | "Mhysa" "(Mhysa)" (BR)                                              | David Nutter      | David Benioff & D. B. Weiss | 9 de junho de 2013  | 5.39                |

### 4ª temporada (2014)
| N.º na série | N.º na temp. | Título                                                              | Dirigido por      | Escrito por                 | Exibição original   | Audiência (milhões) |
| ------------ | ------------ | ------------------------------------------------------------------- | ----------------- | --------------------------- | ------------------- | ------------------- |
| 31           | 1            | "Two Swords" "(Duas Espadas)" (BR)                                  | D. B. Weiss       | David Benioff & D. B. Weiss | 6 de abril de 2014  | 6.64                |
| 32           | 2            | "The Lion and the Rose" "(O Leão e a Rosa)" (BR)                    | Alex Graves       | George R. R. Martin         | 13 de abril de 2014 | 6.31                |
| 33           | 3            | "Breaker of Chains" "(Quebradora de Correntes)" (BR)                | Alex Graves       | David Benioff & D. B. Weiss | 20 de abril de 2014 | 6.59                |
| 34           | 4            | "Oathkeeper" "(Cumpridora de Promessas)" (BR)                       | Michelle MacLaren | Bryan Cogman                | 27 de abril de 2014 | 6.95                |
| 35           | 5            | "First of His Name" "(O Primeiro de Seu Nome)" (BR)                 | Michelle MacLaren | David Benioff & D. B. Weiss | 4 de maio de 2014   | 7.16                |
| 36           | 6            | "The Laws of Gods and Men" "(As Leis dos Deuses e dos Homens)" (BR) | Alik Sakharov     | Bryan Cogman                | 11 de maio de 2014  | 6.40                |
| 37           | 7            | "Mockingbird" "(Sabiá)" (BR)                                        | Alik Sakharov     | David Benioff & D. B. Weiss | 18 de maio de 2014  | 7.20                |
| 38           | 8            | "The Mountain and the Viper" "(A Montanha e a Víbora)" (BR)         | Alex Graves       | David Benioff & D. B. Weiss | 1 de junho de 2014  | 7.17                |
| 39           | 9            | "The Watchers on the Wall" "(Os Patrulheiros da Muralha)" (BR)      | Neil Marshall     | David Benioff & D. B. Weiss | 8 de junho de 2014  | 6.95                |
| 40           | 10           | "The Children" "(As Crianças)" (BR)                                 | Alex Graves       | David Benioff & D. B. Weiss | 15 de junho de 2014 | 7.09                |

### 5ª temporada (2015)
| N.º na série | N.º na temp. | Título                                                                           | Dirigido por     | Escrito por                 | Exibição original   | Audiência (milhões) |
| ------------ | ------------ | -------------------------------------------------------------------------------- | ---------------- | --------------------------- | ------------------- | ------------------- |
| 41           | 1            | "The Wars to Come" "(As Guerras Que Virão)" (BR)                                 | Michael Slovis   | David Benioff & D. B. Weiss | 12 de abril de 2015 | 8.00                |
| 42           | 2            | "The House of Black and White" "(A Casa do Preto e Branco)" (BR)                 | Michael Slovis   | David Benioff & D. B. Weiss | 19 de abril de 2015 | 6.81                |
| 43           | 3            | "High Sparrow" "(Alto Pardal)" (BR)                                              | Mark Mylod       | David Benioff & D. B. Weiss | 26 de abril de 2015 | 6.71                |
| 44           | 4            | "Sons of the Harpy" "(Os Filhos da Harpia)" (BR)                                 | Mark Mylod       | Dave Hill                   | 3 de maio de 2015   | 6.82                |
| 45           | 5            | "Kill the Boy" "(Mate o Garoto)" (BR)                                            | Jeremy Podeswa   | Bryan Cogman                | 10 de maio de 2015  | 6.56                |
| 46           | 6            | "Unbowed, Unbent, Unbroken" "(Não Rebaixados, Não Curvados, Não Quebrados)" (BR) | Jeremy Podeswa   | Bryan Cogman                | 17 de maio de 2015  | 6.24                |
| 47           | 7            | "The Gift" "(O Presente)" (BR)                                                   | Miguel Sapochnik | David Benioff & D. B. Weiss | 24 de maio de 2015  | 5.40                |
| 48           | 8            | "Hardhome" "(Durolar)" (BR)                                                      | Miguel Sapochnik | David Benioff & D. B. Weiss | 31 de maio de 2015  | 7.01                |
| 49           | 9            | "The Dance of Dragons" "(A Dança dos Dragões)" (BR)                              | David Nutter     | David Benioff & D. B. Weiss | 7 de junho de 2015  | 7.14                |
| 50           | 10           | "Mother's Mercy" "(A Misericórdia da Mãe)" (BR)                                  | David Nutter     | David Benioff & D. B. Weiss | 14 de junho de 2015 | 8.11                |

### 6ª temporada (2016)
| N.º na série | N.º na temp. | Título                                                    | Dirigido por     | Escrito por                 | Exibição original   | Audiência (milhões) |
| ------------ | ------------ | --------------------------------------------------------- | ---------------- | --------------------------- | ------------------- | ------------------- |
| 51           | 1            | "The Red Woman" "(A Mulher Vermelha)" (BR)                | Jeremy Podeswa   | David Benioff & D. B. Weiss | 24 de abril de 2016 | 7.94                |
| 52           | 2            | "Home" "(Lar)" (BR)                                       | Jeremy Podeswa   | Dave Hill                   | 1 de maio de 2016   | 7.29                |
| 53           | 3            | "Oathbreaker" "(Quebrador de Promessas)" (BR)             | Daniel Sackheim  | David Benioff & D. B. Weiss | 8 de maio de 2016   | 7.28                |
| 54           | 4            | "Book of the Stranger" "(O Livro do Estranho)" (BR)       | Daniel Sackheim  | David Benioff & D. B. Weiss | 15 de maio de 2016  | 7.82                |
| 55           | 5            | "The Door" "(A Porta)" (BR)                               | Jack Bender      | David Benioff & D. B. Weiss | 22 de maio de 2016  | 7.89                |
| 56           | 6            | "Blood of My Blood" "(Sangue do Meu Sangue)" (BR)         | Jack Bender      | Bryan Cogman                | 29 de maio de 2016  | 6.71                |
| 57           | 7            | "The Broken Man" "(O Homem Quebrado)" (BR)                | Mark Mylod       | Bryan Cogman                | 5 de junho de 2016  | 7.80                |
| 58           | 8            | "No One" "(Ninguém)" (BR)                                 | Mark Mylod       | David Benioff & D. B. Weiss | 12 de junho de 2016 | 7.60                |
| 59           | 9            | "Battle of the Bastards" "(A Batalha dos Bastardos)" (BR) | Miguel Sapochnik | David Benioff & D. B. Weiss | 19 de junho de 2016 | 7.66                |
| 60           | 10           | "The Winds of Winter" "(Os Ventos do Inverno)" (BR)       | Miguel Sapochnik | David Benioff & D. B. Weiss | 26 de junho de 2016 | 8.89                |

### 7ª temporada (2017)
| N.º na série | N.º na temp. | Título                                               | Dirigido por   | Escrito por                 | Exibição original    | Audiência (milhões) |
| ------------ | ------------ | ---------------------------------------------------- | -------------- | --------------------------- | -------------------- | ------------------- |
| 61           | 1            | "Dragonstone" "(Pedra do Dragão)" (BR)               | Jeremy Podeswa | David Benioff & D. B. Weiss | 16 de julho de 2017  | 10.11               |
| 62           | 2            | "Stormborn" "(Nascida da Tormenta)" (BR)             | Mark Mylod     | Bryan Cogman                | 23 de julho de 2017  | 9.27                |
| 63           | 3            | "The Queen's Justice" "(A Justiça da Rainha)" (BR)   | Mark Mylod     | David Benioff & D. B. Weiss | 30 de julho de 2017  | 9.25                |
| 64           | 4            | "The Spoils of War" "(Os Despojos da Guerra)" (BR)   | Matt Shakman   | David Benioff & D. B. Weiss | 6 de agosto de 2017  | 10.17               |
| 65           | 5            | "Eastwatch" "(Atalaialeste)" (BR)                    | Matt Shakman   | Dave Hill                   | 13 de agosto de 2017 | 10.72               |
| 66           | 6            | "Beyond the Wall" "(Além da Muralha)" (BR)           | Alan Taylor    | David Benioff & D. B. Weiss | 20 de agosto de 2017 | 10.24               |
| 67           | 7            | "The Dragon and the Wolf" "(O Dragão e o Lobo)" (BR) | Jeremy Podeswa | David Benioff & D. B. Weiss | 27 de agosto de 2017 | 12.07               |

### 8ª temporada (2019)
| N.º na série | N.º na temp. | Título                                                                  | Dirigido por                | Escrito por                 | Exibição original   | Audiência (milhões) |
| ------------ | ------------ | ----------------------------------------------------------------------- | --------------------------- | --------------------------- | ------------------- | ------------------- |
| 68           | 1            | "Winterfell" "(Winterfell)" (BR)                                        | David Nutter                | Dave Hill                   | 14 de abril de 2019 | 11.76               |
| 69           | 2            | "A Knight of the Seven Kingdoms" "(Uma Cavaleira dos Sete Reinos)" (BR) | David Nutter                | Bryan Cogman                | 21 de abril de 2019 | 10.29               |
| 70           | 3            | "The Long Night" "(A Longa Noite)" (BR)                                 | Miguel Sapochnik            | David Benioff & D. B. Weiss | 28 de abril de 2019 | 12.02               |
| 71           | 4            | "The Last of the Starks" "(Os Últimos Starks)" (BR)                     | David Nutter                | David Benioff & D. B. Weiss | 5 de maio de 2019   | 11.80               |
| 72           | 5            | "The Bells" "(Os Sinos)" (BR)                                           | Miguel Sapochnik            | David Benioff & D. B. Weiss | 12 de maio de 2019  | 12.48               |
| 73           | 6            | "The Iron Throne" "(O Trono de Ferro)" (BR)                             | David Benioff & D. B. Weiss | David Benioff & D. B. Weiss | 19 de maio de 2019  | 13.61               |